# Cladonia calyciformis
Cladonia calyciformis är en lavart som beskrevs av Nuno. Cladonia calyciformis ingår i släktet Cladonia och familjen Cladoniaceae.   Inga underarter finns listade i Catalogue of Life.